# Thaptomys nigrita
Thaptomys nigrita é uma espécie de mamífero da família Cricetidae. É a única espécie descrita para o gênero Thaptomys. Pode ser encontrada no Brasil, Argentina, Uruguai e Paraguai.